# Stakkur
Stakkur är en kulle i republiken Island. Den ligger i regionen Suðurland, 733 km öster om huvudstaden Reykjavík. Toppen på Stakkur är 292 meter över havet.
Trakten runt Stakkur är nära nog obefolkad, med mindre än två invånare per kvadratkilometer. Det finns inga samhällen i närheten. Trakten runt Stakkur består i huvudsak av gräsmarker.